# Hillerød Provsti
Hillerød Provsti er et provsti i Helsingør Stift.  Provstiet ligger i Allerød Kommune, Farum Kommune og Hillerød Kommune.
Hillerød Provsti består af 20 sogne med 20 kirker, fordelt på 14 pastorater.

## Pastorater
| Pastorater i Hillerød Provsti | Pastorater i Hillerød Provsti  | Pastorater i Hillerød Provsti    |
| ----------------------------- | ------------------------------ | -------------------------------- |
| Blovstrød Pastorat            | Engholm Pastorat               | Frederiksborg Slotssogn Pastorat |
| Grønnevang Pastorat           | Hillerød Pastorat              | Lillerød Pastorat                |
| Lynge-Uggeløse Pastorat       | Nødebo-Gadevang Pastorat       | Nørre Herlev-Uvelse Pastorat     |
| Præstevang Pastorat           | Skævinge-Lille Lyngby Pastorat | Strø-Gørløse Pastorat            |
| Tjæreby-Alsønderup Pastorat   | Ullerød Pastorat               |                                  |

## Sogne
| Sogne i Hillerød Provsti | Sogne i Hillerød Provsti | Sogne i Hillerød Provsti |
| ------------------------ | ------------------------ | ------------------------ |
| Alsønderup Sogn          | Blovstrød Sogn           | Engholm Sogn             |
| Frederiksborg Slotssogn  | Gadevang Sogn            | Grønnevang Sogn          |
| Gørløse Sogn             | Hillerød Sogn            | Lille Lyngby Sogn        |
| Lillerød Sogn            | Lynge Sogn               | Nødebo Sogn              |
| Nørre Herlev Sogn        | Præstevang Sogn          | Skævinge Sogn            |
| Strø Sogn                | Tjæreby Sogn             | Uggeløse Sogn            |
| Ullerød Sogn             | Uvelse Sogn              |                          |